# Зубків
Зубкі́в — село в Україні, у Сокальській міській територіальній громаді Шептицького району Львівської області. Населення становить 530 осіб.

## «Союз Українок»
У 1934 році у селі вже існував осередок «Союзу Українок». Тут відбувалися курси крою та шиття, куховарства, вишивання, плетення гачком та шпицями. Зубківські союзянки допомагали Українській Повстанській Армії: збирали вовну, пряли і плели потрібні для вояків УПА речі, були зв'язковими.
Заслугою «Союзу Українок» була організація цілоденного дитячого садочка у літньому часі жнив.

## Відомі люди
- Олексій Очабрук (1855—1929) — український священик, богослов, дослідник історії церкви, почесний канонік.

## Галерея

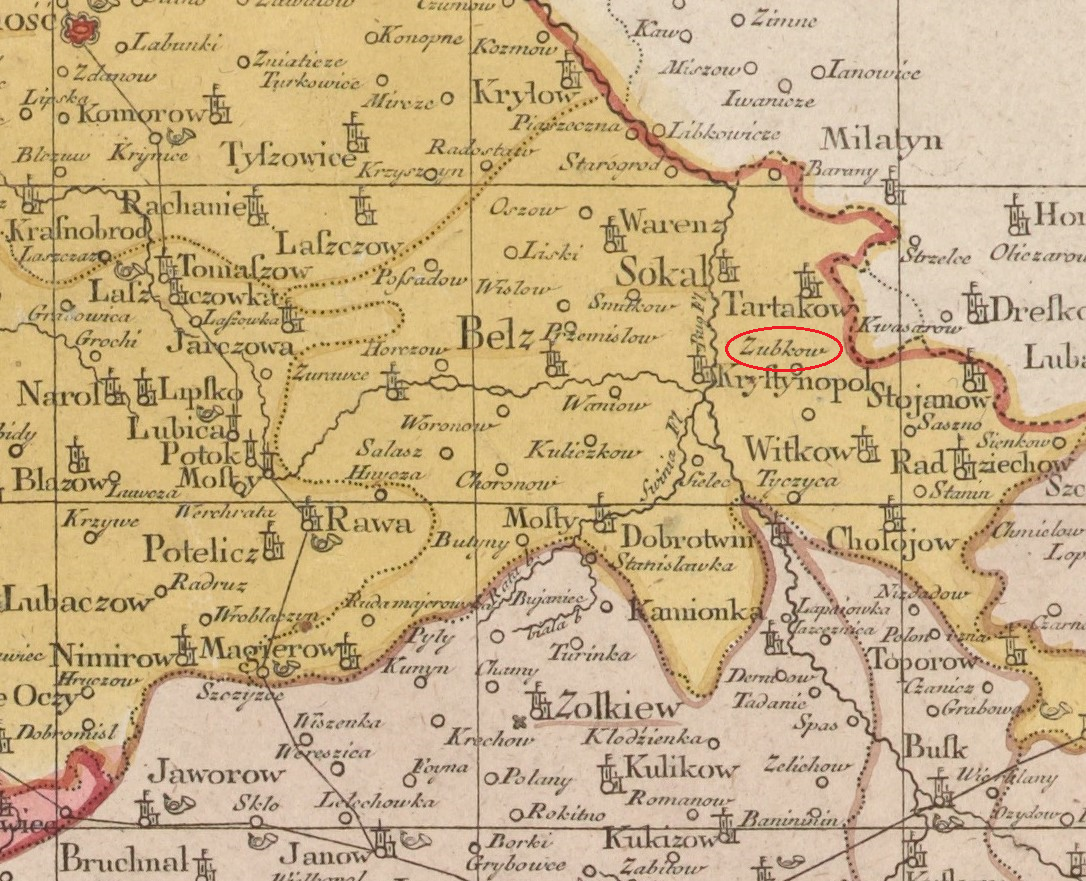
Частина «Нової карти королівства Галичини і Лодомерії з дистриктом Буковина» (Carte Nouvelle des Royaumes de Galizie et Lodomerie, avec le District de Bukowine). Як зазначається в описі карти, її створили у XVIII столітті, видали в місті Аусбург. Адміністративний поділ у 1777—1782 роках.
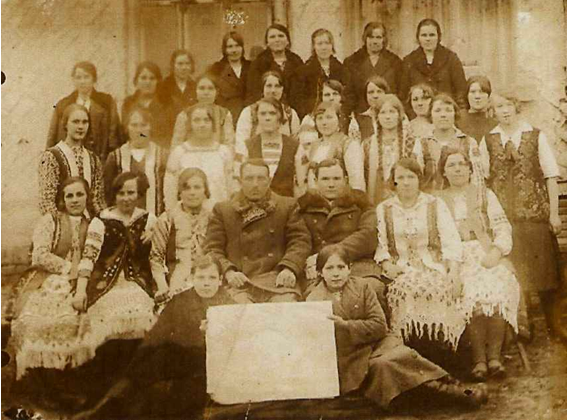
Осередок «Союзу українок», село Зубків 1933рік. Головою осередку була Павлюк-Гуменюк Ганна Миколаївна.
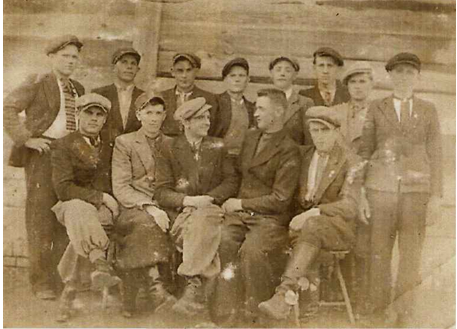
Зубківське товариство «Відродження». 1936 р.1 ряд знизу: Ковальчук Микола, Олійник Йосип, Ващук Михайло, Шмирка Петро, Ващук Омелян.
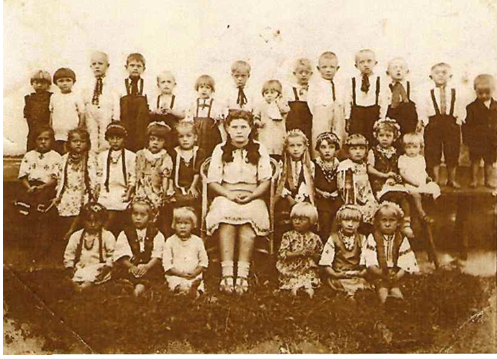
Зубківський дитячий садочок 1943 року. По центру вихователька п. Катруся
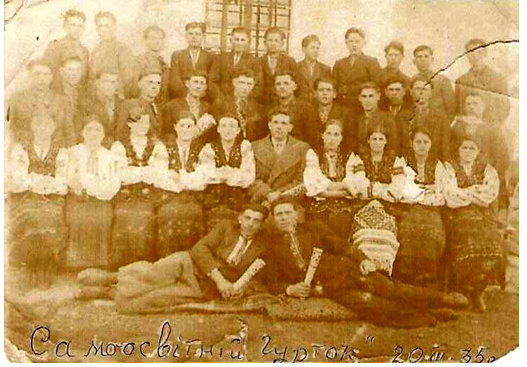
Гурток самоосвіти с. Зубків. 1935 р.